# Anopheles pauliani
Anopheles pauliani is een muggensoort uit de familie van de steekmuggen (Culicidae). De wetenschappelijke naam van de soort is voor het eerst geldig gepubliceerd in 1953 door  Alexis Grjebine.